# Charles Yorke, V conte di Hardwicke
Charles Philip Yorke, V conte di Hardwicke (23 aprile 1836 – 18 maggio 1897), è stato un politico inglese.

## Biografia
Era il figlio maggiore dell'ammiraglio Charles Yorke, IV conte di Hardwicke, e di sua moglie, Susan Liddell, figlia di Thomas Liddell, I barone di Ravensworth. Studiò all'Università di Cambridge.

## Carriera politica
Fu deputato per Cambridgeshire (1865) e servì sotto il conte di Derby e Benjamin Disraeli come Comptroller of the Household (1866-1868). Nello stesso anno era un membro del consiglio privato.
Nel 1873 successe al padre nella contea ed entrò nella Camera dei lord. L'anno successivo fu nominato Maestro di Buckhounds sotto Disraeli, carica che mantenne fino a quando il governo cadde, nel 1880.

## Matrimonio
Sposò, il 16 febbraio 1863, Lady Sophia Wellesley (1840-1923), figlia di Henry Wellesley, I conte Cowley. Ebbero tre figli:
- Lady Feodora (1864-27 giugno 1934), sposò Humphrey Napier Sturt, II barone Alington di Crichel, ebbero cinque figli;
- Lady Magdalen (1865-27 gennaio 1940), sposò Sir Richard Williams-Bulkeley, XII Baronetto, ebbero quattro figli;
- Albert Yorke, VI conte di Hardwicke (14 marzo 1867-29 novembre 1904).

## Morte
Morì il 18 maggio 1897, all'età di 61 anni.